# Portret van Abraham de Potter
Portret van Abraham de Potter is een schilderij van Carel Fabritius uit 1649. Hij maakte het een jaar voordat hij naar Delft verhuisde. Dit schilderij en het Zelfportret in Rotterdam zijn de enige werken die bewaard zijn gebleven uit de korte periode tussen zijn samenwerking met Rembrandt in Amsterdam en zijn vertrek naar Delft. Hij woonde op dat moment weer in zijn geboortedorp Middenbeemster. Uit 17e-eeuwse documenten blijkt dat hij in deze tijd ook opdrachten uitvoerde voor rijke Amsterdamse families die buitenhuizen in de Beemster hadden. Mogelijk is hij in contact gekomen met deze families dankzij de relaties van de portretteerde op dit schilderij. Abraham de Potter was namelijk een huisvriend en geloofsgenoot van de ouders van Fabritius. Zo trad hij samen met zijn vrouw Sara Sauchelle op als peetouders bij de doop van Carels jongere broer Johannes. Omdat de naam van De Potter soms ook als Putter werd gespeld, heeft Fabritius-biograaf Christopher Brown voorzichtig de mogelijkheid geopperd dat Fabritius zijn Puttertje voor hem heeft geschilderd.

## Techniek
Het portret illustreert de nieuwe weg die Fabritius insloeg na zijn intensieve samenwerking met Rembrandt. Hoewel hij in zijn losse schildertechniek waar de onderlaag doorheen schijnt, trouw blijft aan zijn leermeester, verruilt hij de dramatische licht-donkercontrasten van zijn vroege historiestukken voor een heldere, naturalistische belichting vol verfijnde kleurnuances. Dit kan samenhangen met zijn groeiende belangstelling voor trompe-l'oeil, waarvan de geschilderde spijker rechtsboven in de witgekalkte muur het vroegst bekende voorbeeld in Fabritius' werk is.

## Herkomst
Het schilderij is afkomstig uit de verzameling van William Ward, 1st Earl of Dudley, bijgenaamd The Lord Ward (1817-1885). Bij de veiling van zijn nalatenschap op 25 juni 1892 in Londen werd het gekocht door kunsthandel M.H. Colnaghi die het portret in hetzelfde jaar doorverkocht aan het Rijksmuseum in Amsterdam.